# Venarsal
Venarsal (también denominada Venarfal) era una comuna francesa situada en el departamento de Corrèze, de la región de Nueva Aquitania, que el 1 de enero de 2016 pasó a ser una comuna delegada de la comuna nueva de Malemort al fusionarse con la comuna de Malemort-sur-Corrèze.

## Demografía
| Gráfica de evolución demográfica de Venarsal entre 1800 y 2013 |
|                                                                |

Los datos demográficos contemplados en este gráfico de la comuna de Venarsal se han cogido de 1800 a 1999 de la página francesa EHESS/Cassini, y los demás datos de la página del INSEE.